# 罗米·扎尔费尔德
罗米·扎尔费尔德（德語：Romy Saalfeld，1960年12月14日—），德国女子赛艇运动员。她曾代表东德参加1980年夏季奥林匹克运动会赛艇比赛，获得女子四人单桨有舵手金牌。